# نورمحمد عندلیب
نورمحمد عندلیب (زادهٔ حدود ۱۷۱۰ میلادی – درگذشتهٔ حدود ۱۷۷۰ میلادی) شاعر کلاسیک ترکمن و از چهره‌های شاخص ادبیات کلاسیک ترکمن در سدهٔ هجدهم میلادی بود. وی افزون بر سرایش شعر، در ترجمهٔ متون ادبی نیز مهارت داشت و آثارش از منابع مهم برای شناخت زبان، تاریخ و فرهنگ ترکمن در دورهٔ کلاسیک به‌شمار می‌رود.

## زندگینامه
نورمحمد عندلیب حدود سال ۱۷۱۰ میلادی در منطقهٔ «قره‌مازی» از توابع شهر ییلانی، واقع در سرزمین ترکمنستان امروزی زاده شد. اطلاعات دقیقی از زندگی شخصی او در دست نیست، اما بر پایهٔ منابع تاریخی، وی در اوایل دههٔ ۷۰ قرن هجدهم میلادی، حدود سال ۱۷۷۰ میلادی، چشم از جهان فرو بست.
عندلیب علاوه بر زبان ترکمنی، با زبان‌های عربی و فارسی نیز آشنایی کامل داشت و برخی از اشعار خود را به زبان فارسی سروده‌است. همچنین، شماری از متون و اشعار عربی را به زبان ترکمنی ترجمه کرده‌است.

## آثار
عندلیب در شعر «جیقر» با بن‌مایه‌های عشقی و در منظومهٔ «لیلی- مجنون» از شرایط زندگی ترکمن‌ها در قرن ۱۸ سخن گفته‌است. وی از پیشگامان مترقی و تبلور محافل آگاه آن دوره‌است. در داستان «لیلی و مجنون» با آفرینش‌های خلقی و سرشار از فولکلور مواجه هستیم که نشانگر مطالعه عمیق ادبیات شفاهی است.
بیوگرافی شاعر در مدخل داستان «یوسف – زلیخا» نمود یافته و در آن، برخوردهای حاکمان استثمارگر برای تصاحب تاج و تخت و روابط و مناسبات طبقاتی روایت می‌شود. در منظومهٔ حماسی «اوغوزنامه» افکار شاعر «دولت محمد آزادی» در بیان ظلم و ستم شاهان ادامه یافته‌است. در ادبیات کلاسیک ترکمن، عندلیب به عنوان مترجمی توانا شناخته شده و آثار مکتوب شاعر «نسیمی» را از زبان عربی به ترکمنی ترجمه کرده‌است. عندلیب در شعر «جیقر» به مسئله ضروری دوره خود پرداخته‌است. «جیقر» ابزار آلاتی کشاورزی است و در آبیاری اراضی از آن استفاده شده‌است.

## منظومه لیلی - مجنون
عندلیب منظومه «لیلی- مجنون» را بر اساس روایتی خلقی آفریده و این اثر دقیقا اعتراضی است علیه منکران عشق و آزادی، بیانگر فدا شدن انسانها در مناسبات نیمه فئودالی و نیمه عشیرتی است. «لیلی- مجنون» نزدیک به سی واریانت دارد و از چشمه ناب ادبیات مردمی نشأت می‌گیرد.
در سال ۱۱۸۸ میلادی نظامی گنجوی شاعر بزرگ ایرانی (۱۲۰۳- ۱۱۴۱ م) بر اساس سوژه شفاهی «لیلی- مجنون» منظومه‌ای نوشته و سپس شاعران برجسته شرق، عبدالرحمن جامی (۱۴۹۲- ۱۴۱۴)، علی شیر نوایی (۱۵۰۱- ۱۴۴۱)، محمد فضولی (۱۵۶۳- ۱۵۰۰) و دیگران بر اساس آن موضوع کار کرده‌اند.
«لیلی- مجنون» عندلیب به صورت شعر و نثر است. در نثر چگونگی روند وقایع و در شعر روابط شخصیت‌ها و چگونگی تعامل آنها بیان شده‌است. عندلیب در آفرینش منظومه از زبان خلق بهره گرفته و به همین سبب در میان ترکمن‌ها از شهرت بسزایی برخوردار است. اثر «لیلی- مجنون» بواسطهٔ تعلق زمانی به قرن ۱۸ برای مطالعهٔ تاریخی، اقتصادی، آداب و سنن و زبان از اهمیت فراوانی برخوردار است.